# Ardennengau

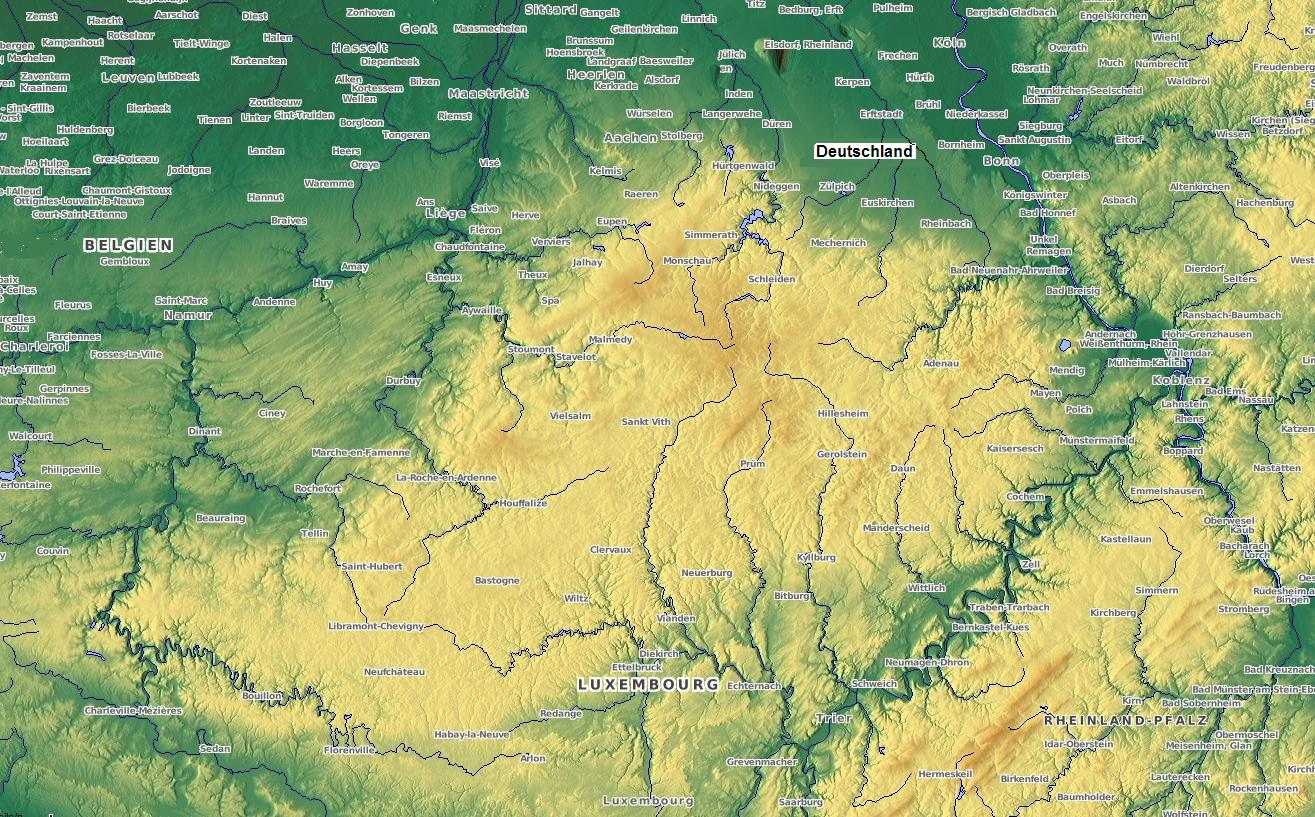
Das grenzüberschreitende Bergland der Ardennen und der Eifel, begrenzt durch Maas, Semois, Mosel und Rhein

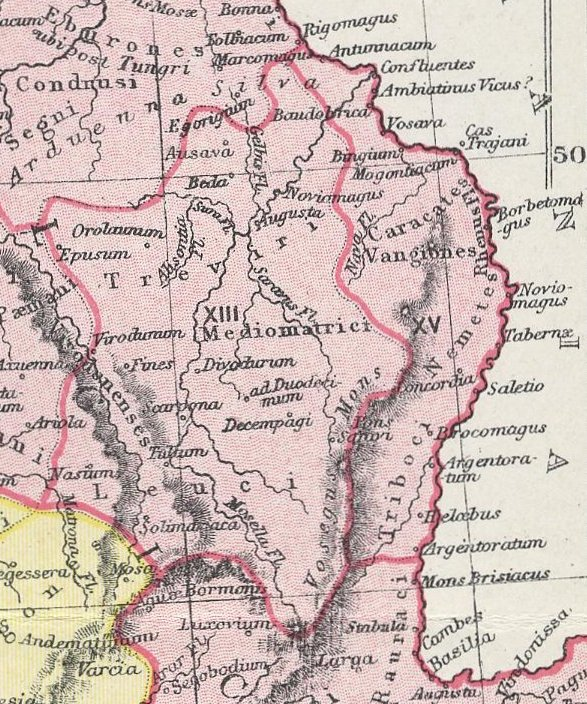
Arduenna silva zwischen Maas und Rhein um 200

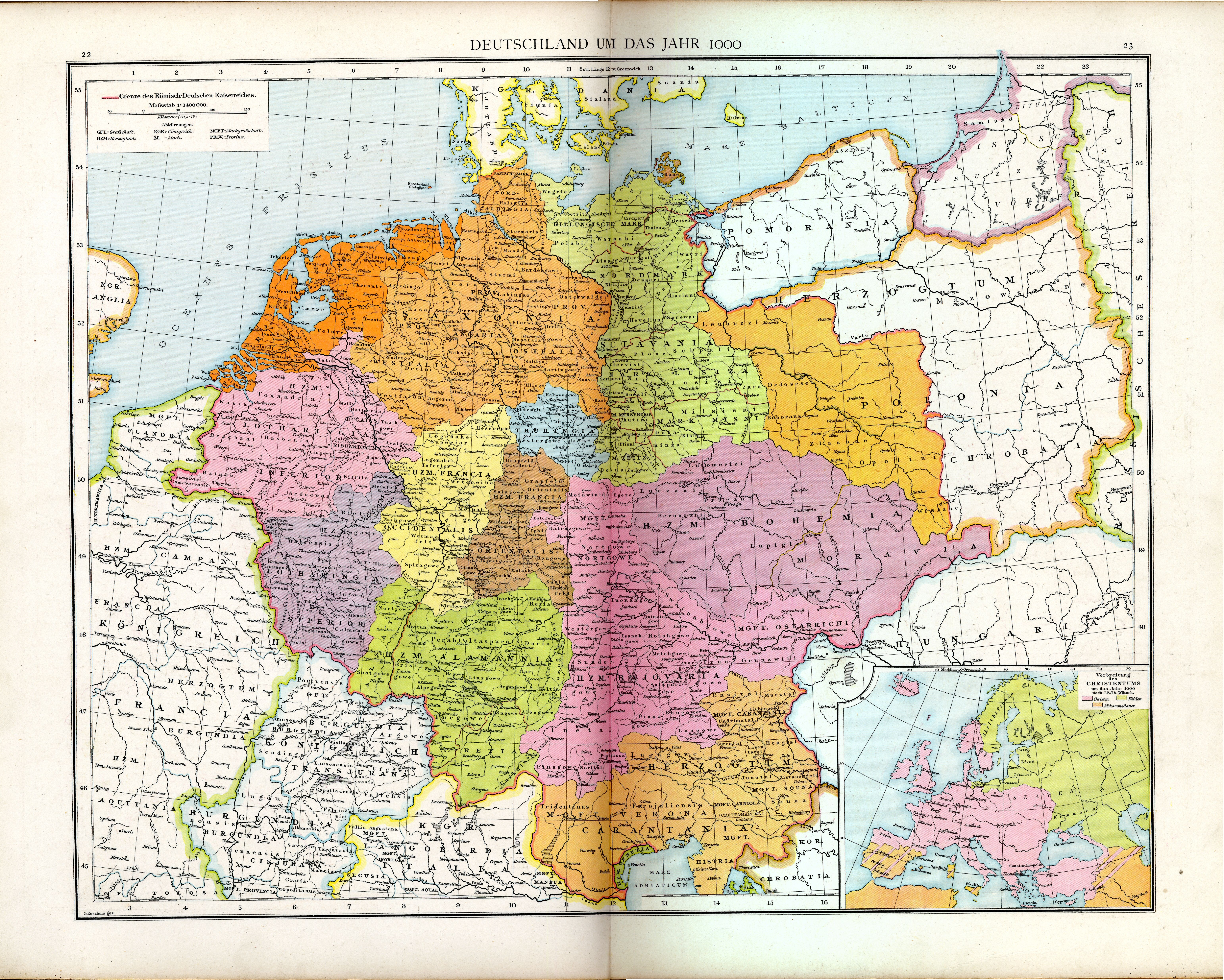
Die mittelalterlichen Gaue um 1000

Der Ardennengau (auch: Ardennergau) war ein fränkischer Gau im Gebiet des heutigen Dreiländerecks Belgien, Luxemburg und Deutschland. Der Gau gehörte zum Herzogtum Niederlothringen und kirchlich zum Stift Lüttich.
Etwa im 7. Jahrhundert teilten die Franken ihr Reich in Gaue ein. Der Ardennengau lag zwischen dem Eifelgau im Norden und dem Bidgau im Osten.
Im 11. Jahrhundert verlieren die Gaue politisch an Bedeutung.

## Orte im Ardennengau
Amel, Ammeldingen, Auw bei Prüm, Bleialf, Clerf, Consthum, Daleiden, Ettelbruck, Eschfeld, Folkendange, Lontzen, Malmedy, Manderfeld, Neuerburg, Niedersgegen, Oos, Prüm, Sankt Vith, Schönberg, Seiwerath, Walhorn, Weiswampach, Wiltz, Winterspelt
840 entstand die Grafschaft Ardennen. Diese Grafschaft endete um 1026.

## Gaugrafen
- Adalhard († um 870)
- Ottokar († nach 880)
- Liutfrid († nach 895)
- Wigerich († 922/923)
- Gozelin († 948), Graf im Bidgau, Sohn von Wigerich
- Giselbert († 963), Graf im Ardennengau, Graf im Bidgau, Sohn von Wigerich
- Siegfried († 998), Graf von Luxemburg, Graf im Bidgau, wohl Sohn von Wigerich
- Giselbert († 1006), Graf im Ardennengau, Sohn von Siegfried
- Gozelo (* 965, † um 1028), Graf im Ardennergau, Enkel von Gozelin